# Héroes Inmortales

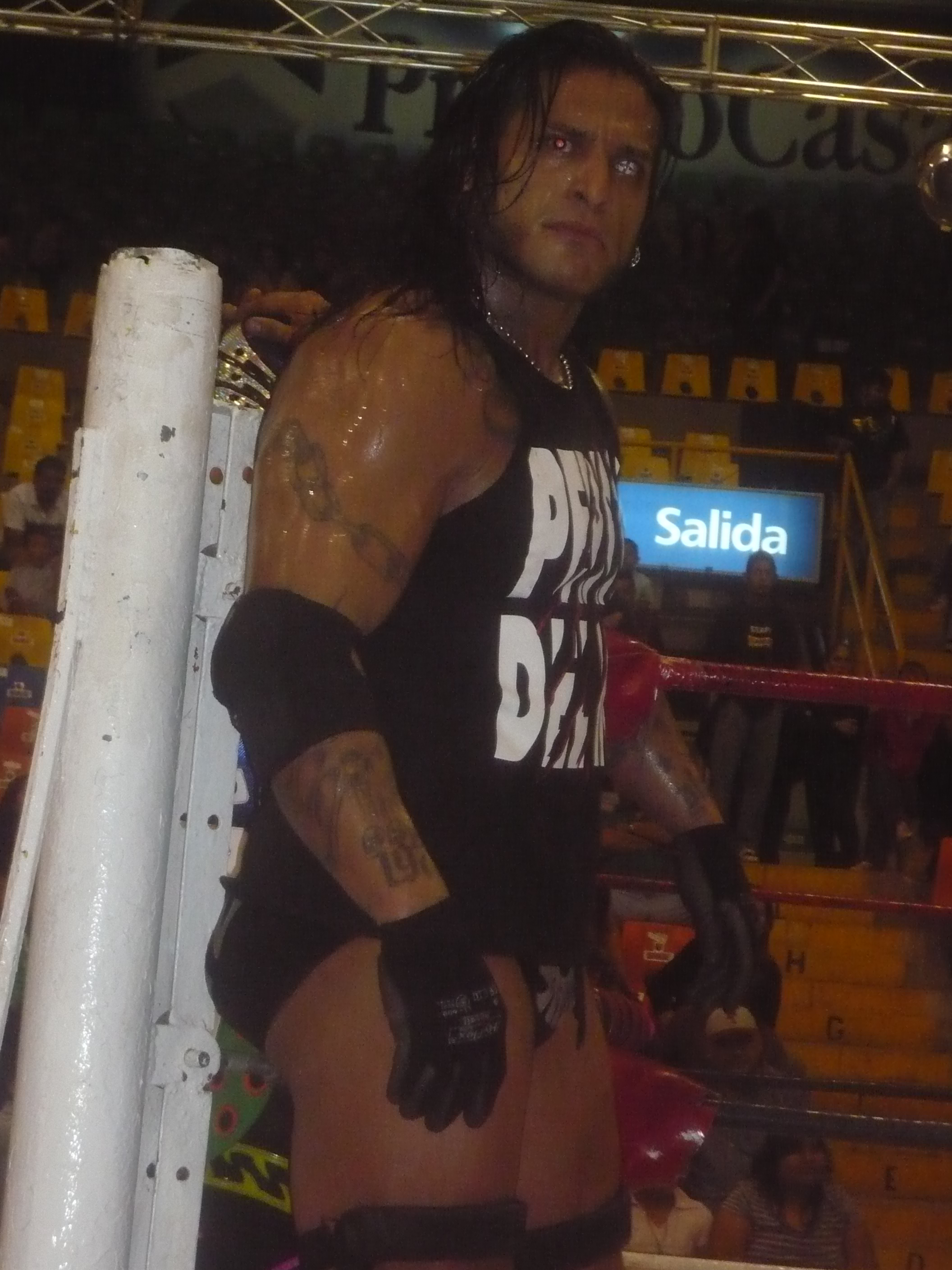
Cibernético, ganador de la Copa Antonio Peña 2009.

Héroes Inmortales es un evento de lucha libre profesional realizado por Lucha Libre AAA Worldwide. Durante el evento se lleva a cabo la Copa Antonio Peña y se realiza un homenaje al fundador de la empresa, Antonio Peña. Este evento es celebrado en el mes de octubre.

## Fechas y lugares
| Evento                         | Fecha                    | Lugar                                                                            | Estadio                                     | Evento principal                                                                                            |
| ------------------------------ | ------------------------ | -------------------------------------------------------------------------------- | ------------------------------------------- | --- |
| Homenaje a Antonio Peña (2007) | 7 de octubre de 2007     | Naucalpan, Estado de México                                                      | Toreo de Cuatro Caminos                     | Abismo Negro, Electroshock y El Zorro vs. Chessman, Cibernético y El Intocable                              |
| Homenaje a Antonio Peña (2008) | 24 de octubre de 2008    | Boca del Río, Veracruz                                                           | Parque Deportivo Universitario "Beto Ávila" | Team AAA vs. La Legión Extranjera                                                                           |
| Héroes Inmortales III          | 26 de septiembre de 2009 | Monterrey, Nuevo León                                                            | Arena Monterrey                             | Dr. Wagner Jr. vs. El Mesías                                                                                |
| Héroes Inmortales IV           | 1 de octubre de 2010     | Ciudad Madero, Tamaulipas                                                        | Centro de Convenciones                      | Team AAA vs. La Sociedad                                                                                    |
| Héroes Inmortales V            | 9 de octubre de 2011     | Monterrey, Nuevo León                                                            | Arena Monterrey                             | Los Psycho Circus vs. Los Perros del Mal                                                                    |
| Héroes Inmortales VII          | 18 de octubre de 2013    | Puebla, Puebla                                                                   | Gimnasio Miguel Hidalgo                     | Chessman vs. Fénix vs. El Hijo del Fantasma vs. La Parka                                                    |
| Héroes Inmortales VIII         | 12 de octubre de 2014    | San Luis Potosí, San Luis Potosí                                                 | Domo San Luis                               | El Mesías y El Patrón Alberto vs. El Hijo del Perro Aguayo y El Texano Jr.                                  |
| Héroes Inmortales IX           | 4 de octubre de 2015     | El Patrón Alberto vs. Johnny Mundo                                               |                                             | |
| Héroes Inmortales X            | 2 de octubre de 2016     | Monterrey, Nuevo León                                                            | Arena Monterrey                             | Johnny Mundo vs. Garza Jr.                                                                                  |
| Héroes Inmortales XI           | 1 de octubre de 2017     | San Luis Potosí, San Luis Potosí                                                 | Domo San Luis                               | Joe Líder vs. Pagano                                                                                        |
| Héroes Inmortales XII          | 28 de octubre de 2018    | Puebla, Puebla                                                                   | Gimnasio Miguel Hidalgo                     | Rey Wagner vs. Jeff Jarrett                                                                                 |
| Héroes Inmortales XIII         | 19 de octubre de 2019    | Orizaba, Veracruz                                                                | Coliseo "La Concordia"                      | Averno y Rey Wagner vs. El Texano Jr. y Pentagón Jr. vs. Chessman y Pagano vs. Psycho Clown y Rey Escorpión |
| Héroes Inmortales XIV          | 9 de octubre de 2021     | Dave the Clown, Murder Clown y Psycho Clown vs. DMT Azul, Puma King y Sam Adonis |                                             | |
| Héroes Inmortales 2023         | 1 de octubre de 2023     | Zapopan, Jalisco                                                                 | Auditorio Benito Juárez                     | QT Marshall y Sam Adonis vs. El Patrón Alberto y Octagón Jr.                                                |
| Héroes Inmortales 2024         | 6 de octubre de 2024     | El Patrón Alberto vs. Laredo Kid                                                 |                                             | |

## Ediciones

### 2007
Homenaje a Antonio Peña 2007 fue la primera edición del Homenaje a Antonio Peña, un evento de lucha libre profesional producido por Asistencia Asesoría y Administración (AAA). Tuvo lugar el 7 de octubre de 2007 desde el Toreo de Cuatro Caminos en Naucalpan, Estado de México.

#### Resultados
- La Parkita, Mascarita Divina & Octagoncito derrotaron a Mini Charly Manson, Mini Chessman & Mini Histeria (7:48)
  - Octagoncito cubrió a Mini Histeria después de una "Octagoncina".
- Billy Boy, Cassandro, Faby Apache & Mini Abismo Negro derrotaron a Cynthia Moreno, Mascarita Sagrada, Pimpinela Escarlata & Súper Fly (18:20)
  - Cassandro cubrió a Súper Fly con una "Rana".
- Los Vipers Revolution (Histeria, Mr. Niebla & Psicosis) derrotaron a El Alebrije, El Elegido & Octagón (c/Cuije) (11:53)
  - Histeria cubrió a El Elegido después de ""Moonsault".
- La Familia de Tijuana (Extreme Tiger, Halloween & Nicho El Millonario) derrotaron a Los Mexican Powers (Crazy Boy, Joe Líder & Juventud Guerrera) (14:44)
  - Nicho El Millonario cubrió a Juventud Guerrera después de "Rolling Arabian Facebuster".
- Charly Manson ganó la Copa Antonio Peña (61:40)
  - X-Pac eliminó a Brazo de Plata (3:14)
  - Máscara Divina eliminó a X-Pac (8:08)
  - Kenzo Suzuki eliminó a Máscara Divina (11:20)
  - Kenzo Suzuki eliminó a La Parka (21:00)
  - Laredo Kid eliminó a Kenzo Suzuki (25:06)
  - Laredo Kid quedó eliminado al sufrir una lesión (29:47)
  - Alan Stone eliminó a Ron Killings (33:12)
  - Alan Stone eliminó a Scorpio, Jr. (39:10)
  - Charly Manson eliminó a Alan Stone (44:45)
  - Charly Manson eliminó a Scott Hall (53:50)
  - Charly Manson eliminó a Konnan (61:40)
- La Legión Extranjera (Abismo Negro, Electroshock & El Zorro) derrotaron a Chessman, Cibernético & El Intocable en una lucha en Domo de la Muerte (18:26)
  - El Zorro escapó de la jaula (8:58)
  - El Zorro volvió a la jaula
  - Cibernético escapó de la jaula (9:38)
  - Electroshock escapó de la jaula (12:24)
  - Abismo Negro escapó de la jaula (13:54)
  - El Intocable escapó de la jaula (14:20)
  - El Zorro escapó de la jaula (18:26)
  - Chessman fue el único en quedarse dentro de la jaula.

### 2008
Homenaje a Antonio Peña 2008 fue la segunda edición del Homenaje a Antonio Peña, un evento de lucha libre profesional producido por Asistencia Asesoría y Administración (AAA). Tuvo lugar el 24 de octubre de 2008 desde el Parque Deportivo Universitario "Beto Ávila" en Veracruz, Veracruz. Las luchas fueron las siguientes:

#### Resultados
- Mascarita Divina, Mini Charly Manson & Octagoncito derrotaron a Mascarita de la Muerte, Mini Chessman & Mini Histeria (8:05)
- Fabi Apache, Mascarita Sagrada, Pimpinela Escarlata & Super Porky derrotaron a Cynthia Moreno, El Brazo, Mini Abismo Negro & Polvo de Estrellas (11:28)
- La Hermandad Extrema (Joe Líder & Nicho El Millonario) derrotaron a Los Bellos Stone (Alan Stone & Chris Stone) y The Hart Foundation 2.0 (Jack Evans & Teddy Hart) en un Ladder Match reteniendo el Campeonato Mundial en Parejas de AAA (14:47)
  - Joe Líder y Nicho El Millonario descolgaron el cinturón al mismo tiempo, logrando ganar.
- El Mesías ganó la Copa Antonio Peña (35:40)
  - Histeria eliminó a El Gato Eveready (1:55)
  - Extreme Tiger eliminó a Histeria (4:59)
  - Pirata Morgan eliminó a Extreme Tiger (7:14)
  - Pirata Morgan eliminó a Aero Star (9:26)
  - Pirata Morgan eliminó a El Alebrije (12:42)
  - El Elegido eliminó a Pirata Morgan (16:11)
  - El Mesías eliminó a El Elegido (17:33)
  - El Mesías eliminó a Psicosis (18:44)
  - El Mesías eliminó a Dark Escoria (22:21)
  - El Mesías eliminó a Silver King (25:46)
  - El Mesías eliminó a Crazy Boy (30:10)
  - El Mesías eliminó a Dark Cuervo (35:40)
- Chessman derrotó a Cibernético y El Zorro (9:13)
  - Chessman cubrió a Cibernético después de un sillazo a la cabeza por parte de El Zorro (8:34)
  - Chessman cubrió a El Zorro después de golpearlo con un tubo fluorescente en la cabeza (9:13)
- La Legión Extranjera (Electroshock, Kenzo Suzuki, Konnan & Rellik) derrotaron a La Parka, Latin Lover, Octagón & Súper Fly ganando tomar el Control de AAA en una lucha en Domo de la Muerte (14:39)
  - Octagón escapó de la jaula (4:06)
  - Kenzo Suzuki escapó de la jaula (5:01)
  - Electroshock escapó de la jaula (8:27)
  - Súper Fly escapó de la jaula (9:55)
  - Rellik escapó de la jaula (10:47)
  - La Parka escapó de la jaula (12:03)
  - Konnan escapó de la jaula (14:39)
  - Latin Lover fue el único en quedarse dentro de la jaula.
  - Sergio Mayer intervino durante la lucha para ayudar a Konnan.

### 2009
Héroes Inmortales III fue la tercera edición de Héroes Inmortales, un evento de lucha libre profesional producido por Asistencia Asesoría y Administración (AAA). Tuvo lugar el 26 de septiembre de 2009 desde la Arena Monterrey en Monterrey, Nuevo León.

#### Resultados
- La Real Fuerza Aérea (Argenis, Atomic Boy & Laredo Kid) derrotaron a El Poder del Norte (Río Bravo, Tigre Cota & Tito Santana) en Lucha a Oscuras (10:02)
  - Laredo Kid cubrió a Río Bravo después de un "Spanish Fly".
- Extreme Tiger derrotó a Jack Evans, Rocky Romero, Sugi San y Teddy Hart en un Ladder Match ganando el vacante Campeonato Mundial de Peso Crucero de AAA (16:47)
  - Extreme Tiger cubrió a Teddy Hart después de una "Guillotina Suicida".
- Groon XXX & La Hermandad Extrema (Joe Líder & Nicho El Millonario) derrotaron a Decnis, El Elegido & Gronda (c/El Guapito) en un Hardcore Steel Cage Match (13:06)
  - Nicho El Millonario cubrió a El Elegido después de un "Doble Leg Drop" junto a Joe Líder.
- Sexy Star (c/Billy Boy) derrotó a Fabi Apache (c/Aero Star) en un Bull Terrier Match ganando el Reina de Reinas de AAA (9:48)
- Chessman derrotó a Electroshock en una Lucha de Cabellera vs. Cabellera (18:27)
  - Chessman cubrió a Electroshock después de un "Spear".
  - Konnan intervino durante la lucha para atacar a Electroshock.
- Cibernético ganó la Copa Antonio Peña (35:40)
  - Pimpinela Escarlata eliminó a Dark Ozz
  - Octagón eliminó a Kenzo Suzuki
  - Alan Stone eliminó a Pimpinela Escarlata
  - La Parka eliminó a Último Gladiador
  - Silver King eliminó a La Parka
  - Octagón eliminó a Silver King
  - Cibernético eliminó a Marco Corleone
  - Cibernético eliminó a El Zorro
  - Cibernético eliminó a Octagón
  - Konan Big eliminó a Alan Stone
  - Cibernético eliminó a Konan Big
- Dr. Wagner, Jr. derrotó a El Mesías reteniendo el Megacampeonato de AAA (26:24)
  - Dr. Wagner, Jr. cubrió a El Mesías después de un "Wagner Driver" sobre una silla.
  - Silver King intervino durante la lucha para ayudar a Wagner.

### 2010
Héroes Inmortales IV fue la cuarta edición de Héroes Inmortales, un evento de lucha libre profesional producido por Asistencia Asesoría y Administración (AAA). Tuvo lugar el 1 de octubre de 2010 desde el Centro de Convenciones en Ciudad Madero, Tamaulipas.

#### Resultados
- Dark Match: Arsenal, Black Master & Sádico derrotaron a Baby Lover, Disturbio Ledesma & Okuzono
- Crazy Boy, Esther Moreno, Octagoncito & Pasión Crystal besiegen Jennifer Blake, Mini Psicosis, Tigre Cota & Yuriko
- Takashi Sugiura derrotó a Chessman reteniendo el Campeonato Peso Pesado de a GHC (8:43)
  - Takashi Sugiura cubrió a Chessman después de un "Olimpic Slam".
- Faby Apache & Pimpinela Escarlata derrotaron a La Legión Extranjera (Alex Koslov & Christina Von Eerie) y ganaron el Campeonato Mundial en Parejas Mixto de AAA (15:52)
  - Apache cubrió a Alex Koslov después de un "Crossbody".
- La Hermandad Extrema (Joe Líder & Nicho el Millonario) derrotaron a La Sociedad (Damian 666, Halloween & Konnan) (23:37)
- Aero Star ganó la Copa Antonio Peña (17:06)
  - Chris Stone eliminó a Súper Fly (6:29)
  - El Elegido eliminó a Billy Boy (7:00)
  - Laredo Kid eliminó a Alan Stone (8:24)
  - Laredo Kid eliminó a Decnnis (9:38)
  - Chris Stone eliminó a Laredo Kid (10:15)
  - Chris Stone eliminó a El Elegido (11:14)
  - Aero Star eliminó a Chris Stone (17:06)
  - Como resultado, Aero Star ganó la cabellera de Chris Stone.
- Dr. Wagner, Jr. (c/Aero Star) derrotó a Silver Caín (c/Tigre Cota) y retuvo el Megacampeonato de AAA (21:37)
- El Mesías (c/Crazy Boy) derrotó a El Hijo del Perro Aguayo (c/Decnis) (18:39)
  - El Mesías cubrió a El Hijo del Perro Aguayo después de un "Superbomb" sobre una mesa.
- El Legado AAA (Dark Cuervo, Dark Ozz, Heavy Metal & La Parka) derrotaron a La Sociedad (Electroshock, El Zorro, Hernández & L.A. Park) en un Steel Cage Match (24:13)
  - Heavy Metal escapó de la jaula (17:41)
  - El Zorro escapó de la jaula (20:28)
  - Electroshock escapó de la jaula (21:47)
  - Dark Cuervo escapó de la jaula (22:44)
  - Dark Ozz escapó de la jaula (22:46)
  - La Parka escapó de la jaula (24:13)
  - Cibernético intervino durante la lucha para ayudar a La Parka, dejando dentro a Hernández y L.A. Park de la jaula.

### 2011
Héroes Inmortales V fue la quinta edición de Héroes Inmortales, un evento de lucha libre profesional producido por Asistencia Asesoría y Administración (AAA). Tuvo lugar el 9 de octubre de 2011 desde la Arena Monterrey en Monterrey, Nuevo León.

#### Resultados
- La Legión Extranjera (Jennifer Blake, Sexy Star & Velvet Sky) derrotaron a Cynthia Moreno, Faby Apache & Mari Apache en una Lucha a Oscuras
  - Sexy Star cubrió a Mary Apache después de un sillazo a la cabeza.
- El Elegido, Octagoncito & Pimpinela Escarlata derrotaron a Alan Stone, Mini Histeria & Polvo de Estrellas en una Lucha en Relevos Mixtos con Leñadores
- La Sociedad (Abyss & Chessman) derrotaron a Extreme Tiger & Jack Evans en un Lucha de Sillas, Mesas y Escaleras ganando el Campeonato Mundial en Parejas de AAA.
  - Chessman descolgó los cinturones, ganando el campeonato
- Electroshock derrotó a La Parka, Heavy Metal, Joe Líder, El Zorro, L.A. Park, Cibernético, Silver King, Magnus y Jeff Jarrett ganando la Copa Antonio Peña.
- La Parka y Cibernético fueron eliminados al mismo tiempo.
- Electroshock eliminó a Silver King.
- L.A. Park eliminó a El Zorro.
- Electroshock eliminó  Magnus.
- L.A. Park eliminó a Joe Lider.
- L.A. Park eliminó a Jeff Jarret.
- Electroshock eliminó a L.A. Park.

Originalmente Heavy Metal formaría parte del evento, pero no se presentó.
- Dr. Wagner, Jr. (c) (c/Octagón) derrotó a El Hijo del Perro Aguayo (c/Konan Big) reteniendo el Campeonato Latinoamericano de AAA.
  - Wagner toco las 6 esquinas, ganando la lucha
  - Después de la lucha, Konnan, Octagón y La Parka atacaron a Wagner
  - Konnan confirmó que La Parka y Octagón se unen a La Sociedad
- El Mesías y Sting terminaron en un empate
  - El Hijo del tirantes declaró un empate cuando Magnus, Jeff Jarrett, Abyss y Konnan aparecieron en Ringside
  - Durante la lucha, Magnus intervino para ayudar a Sting, pero este le atacó con una silla
  - Después de la lucha, Sting y Mesias atacaron a Jarrett, Magnus, Abyss y Konnan
  - Después de la lucha, Mesias y Sting se abrazaron y celebraron en el ring
- Los Psycho Circus (Monster Clown, Murder Clown & Psycho Clown) derrotaron a Los Perros del Mal (Damián 666, Halloween & Nicho El Millonario) en una Lucha en Domo de la Muerte en modalidad Máscaras vs. Cabelleras
  - Psycho Clown logró salir antes que Nicho El Millonario, ganando la lucha
  - Durante la lucha, La Bestia 666 y Joe Lider intervinieron a favor de los Perros del Mal y de los Psycho Circus respectivamente
  - Después de la lucha, Halloween y Damian 666 reconocieron la calidad luchistica de los Psycho Circus

### 2012
Héroes Inmortales VI fue la sexta edición de Héroes Inmortales, un evento de lucha libre profesional producido por Asistencia Asesoría y Administración (AAA). Tuvo lugar el 7 de octubre de 2012 desde el Centro de Espectáculos de San Luis Potosí, San Luis Potosí.

#### Resultados
- Mini Charly Manson, Mini Histeria y Mini Psycho Clown Derrotan a Dinastía, Mascarita Dorada y a Octagóncito, en un mini Six Tag Team Match
  - Mini Charly Manson cubre a la Mascarita Dorada después de un "faul", en lo cual, el réferi no lo ve
- Halloween y Mari Apache derrotan a Alan Stone y Jennifer Blake, Atomic Boy y Faby Apache y Fénix y lolita, ganando el Campeonato de Parejas Mixto
- Joe Líder y Vampiro Canadiense derrotan a Abyss y Chessman, ganando el Campeonato de Parejas AAA
- Texano, Jr. derrota a El Alebrije II, Daga, El Elegido, Extreme Tiger, Heavy Metal, Héctor Garza, Juventud Guerrera, La Parka, El Mesías, Psycho Clown y Toscano, ganando el título de la Copa Antonio Peña
  - El Texano cubre al mesías después de un "Faul" (movimiento legal) y con la ayuda de Konnan
  - Se anuló el resultado debido a que el Texano ganó con trampa. Esto se supo días después del evento, vía Twitter, por lo que el título quedó vacante.
- El Consejo (Máscara Año 2000, Jr. y Silver King) y Jeff Jarrett (con Karen Jarrett) derrotaron a Dr. Wagner, Jr., L.A. Park y El Zorro, en un Six Tag Team Match
- Jack Evans y La Secta Bizarra Cibernetica (Cibernético, Dark Cuervo y Dark Ozz) derrotaron a Los Perros del Mal (Halloween, El Hijo del Perro Aguayo, Psicosis y Teddy Hart), en una lucha de apuesta y en domo de la muerte
  - Esto fue el orden de salida de cada luchador:

| Orden de salida | Luchador        | Equipo | Tiempo |
| --------------- | --------------- | ------ | ------ |
| 1               | Cibernético     | Secta  |        |
| 2               | Dark Ozz        | Secta  |        |
| 3               | Psicosis        | Perros |        |
| 4               | H. Perro Aguayo | Perros |        |
| 5               | Teddy Hart      | Perros |        |
| 6               | Jack Evans      | Secta  |        |
| 7               | Dark Cuervo     | Secta  |        |
| Perdedor        | Halloween       |        |        |

- - Tras el complemento de la lucha, Dark Cuervo es ayudado por Faby Apache y Atomic Boy para salir del domo
  - Como consecuencia, Halloveen pierde su cabellera.

### 2013
Héroes Inmortales VII fue la séptima edición de Héroes Inmortales, un evento de lucha libre profesional producido por la empresa Asistencia Asesoría y Administración (AAA). El evento tuvo lugar el 18 de octubre de 2013, en el Gimnasio Miguel Hidalgo en Puebla, Puebla.

#### Resultados
Dark Cuervo, Mamba, Mari Apache & Mini Abismo Negro derrotaron a El Elegido, Faby Apache, Octagóncito & Pimpinela Escarlata
- - Mary cubrió a Faby después de una «Michinoku Driver»

Primera ronda de la Copa Antonio Peña 2013: 
- El Mesias eliminó a Monster Clown.
- Silver King eliminó a Mesias.
- Fenix eliminó a Silvir King.

Segunda ronda de la Copa Antonio Peña 2013: 
- Daga eliminó a Octagon.
- Hijo del Fantasma eliminó a Axel.
- Hijo del Fantasma eliminó a Daga.

Tercera ronda de la Copa Antonio Peña 2013:
- Electroshock eliminó a Máscara Año 2000 JR.
- La Parka Negra eliminó a Electroshock.
- La Parka eliminó a La Parka Negra.

Cuarta ronda de la Copa Antonio Peña 2013: 
- Hijo del Perro Aguayo fue descalificado.
- Cibernético fue descalificado.
- Chessman eliminó  Psicosis.

Los Güeros del Cielo (Angélico & Jack Evans) derrotaron a Mexican Powers (Crazy Boy & Joe Líder) (c) (con Juventud Guerrera), Aero Star & Drago y La Secta (Dark Escoria and Dark Espíritu) y ganaron el Campeonato Mundial en Parejas de la AAA.
El Texano, Jr. (con El Hijo del Fantasma) derrotó a Psycho Clown (con Murder Clown) y retuvo el Megacampeonato Unificado de Peso Completo de la AAA.
- - Texano cubrió a Clow después de una «Sitout Powerbomb»

Final de la Copa Antonio Peña 2013: 
Hijo del Fantasma eliminó a Fénix.
La Parka eliminó a Chessman.
La Parka eliminó a Hijo del Fantasma.

### 2014
Héroes Inmortales VIII fue la octava edición de Héroes Inmortales, un evento de lucha libre profesional producido por la empresa Asistencia Asesoría y Administración (AAA). El evento tuvo lugar el 12 de octubre de 2014 en el Domo San Luis en San Luis Potosí, San Luis Potosí.

#### Resultados
- Dinastía, Faby Apache, Niño Hamburguesa & Pimpinela Escarlata derrotaron a Eterno, Mamba, Mini Abismo Negro & Taya.
  - Niño Hamburguesa cubrió a Eterno y a Mini Abismo después de un «Super Splash».
- El Hijo del Fantasma derrotó a Angélico, Jack Evans, Joe Líder, Bengala, Aero Star, Súper Fly y Steve Pain en un Ladder Match y retuvo el Campeonato Mundial de Peso Crucero de AAA.
  - Fantasma ganó la lucha después de descolgar el cinturón.
  - Durante la lucha, Aero Star salió lesionado y tuvo que abandonar la lucha.
- Los Hell Brothers (Averno, Chessman & Cibernético) derrotaron a Los Psycho Circus (Monster Clown, Murder Clown & Psycho Clown) en un Street Fight Match.
  - Cibernético cubrió a Murder Clown después de lanzarlo desde el esquinero a través de una mesa.
- Myzteziz derrotó a La Parka, Blue Demon, Jr., Australian Suicide, El Zorro, Pentagón Jr., Fénix y Daga en un Lumberjack Match y ganó la Copa Antonio Peña 2014.

°Pentagon Jr. eliminó a Australian Suicide.
°Pentagon Jr. y El Zorro eliminaron a Fenix.
°Villano IV y El Zorro eliminaron a La Parka.
°Blue Demon Jr. eliminó a El Zorro.
°Blue Demon Jr. y Villano IV fueron eliminados al mismo tiempo.
°Myzteziz eliminó a Pentagon Jr.. 
- El Hijo del Perro Aguayo & El Texano Jr. derrotaron a El Mesías & El Patrón Alberto.
  - Aguayo cubrió a Alberto después de un «Low Blow».
  - Durante la lucha, el Hijo del Tirantes intervino a favor de Aguayo y Texano.

### 2015
Héroes Inmortales VIII fue la novena edición de Héroes Inmortales, un evento de lucha libre profesional producido por la empresa Asistencia Asesoría y Administración (AAA). El evento tuvo lugar el 4 de octubre de 2015 en el Domo San Luis en San Luis Potosí, San Luis Potosí.

#### Resultados
- Taya derrotó a Goya Kong, La Hiedra, Lady Maravilla & Lady Shani y retuvo el Campeonato Reina de Reinas de AAA.
- Los Güeros del Cielo (Angélico & Jack Evans) derrotaron a La Sociedad (Pentagón Jr. & Joe Líder) y Daga y Steve Pain y ganaron el Campeonato Mundial en Parejas de la AAA.
- Brian Cage & El Mesias derrotaron a Drago y Fénix
- Taurus ganó un 9-Man Battle Royal Match y ganó la Copa Antonio Peña 2015.
  - Taurus eliminó a Aerostar.
  - Taurus eliminó al Hijo del Pirata Morgan.
  - Tauris eliminó al Niño Hamburguesa.
  - Blue Demon Jr y Cibernético fueron eliminados al mismo tiempo.
  - La Parka eliminó a Chessman.
  - La Parka eliminó a Averno.
  - Taurus eliminó a La Parka.
  - Este fue el debut de Taurus
- Rey Mysterio Jr., Psycho Clown y Garza Jr. derrotaron a Myzteziz, El Texano Jr. y El Hijo del Fantasma.
  - Este fue el debut de Garza Jr..
- El Patrón Alberto (con Psycho Clown) derrotó a Johnny Mundo y retuvo el Megacampeonato de AAA.
  - Durante la lucha, Cage interfirió a favor de Mundo.
  - Durante la lucha, Psycho interfirió a favor de Alberto.
  - Después de la lucha, Johnny Mundo y Brian Cage atacan a Psycho y Alberto hasta que fue detenido por Rey Mysterio.
  - Después de la interferencia de Rey Mysterio, Myzteziz ataca a Mysterio
  - Después de lo sucedido, La Sociedad atacan a Myzteziz.
  - Esta fue la última lucha de El Patrón Alberto antes de volver a la WWE y Myzteziz en AAA.

### 2016
Héroes Inmortales X fue la décima edición de Héroes Inmortales, un evento de lucha libre profesional producido por la empresa Lucha Libre AAA Worldwide (AAA). Tuvo lugar el 2 de octubre de 2016 desde la Arena Monterrey en Monterrey, Nuevo León.

#### Resultados
- Drago & Aero Star (c) derrotaron a La Familia Fronteriza (Nicho El Millonario & Damian 666), Laredo Kid & Super Fly y Los Psycho Circus (Murder Clown & Monster Clown) en un Ladder Match reteniendo el Campeonato Mundial en Parejas de AAA.
- Pimpinela Escalarta derrotó a El Zorro, El Elegido, Nino Hamburgesa, Bengala, Lady Shani, Dark Scoria, Dark Cuervo, Octagoncito, Big Mami, El Hijo de Pirata Morgan y Pirata Morgan en un 12-Man Battle Royal Match por la Copa Antonio Peña 2016.
- Los OGTs (Averno, Ricky Marvin y Cheesman) derrotaron a El Apache, Faby Apache y Mari Apache por descalificación.
- El Mesías, Hernández y Marty Casaus derrotaron a La Parka, Texano Jr. y El Hijo del Fantasma.
- Dr. Wagner Jr. derrotó a Psycho Clown y Pagano.
  - Durante la lucha, Murder Clown y Monster Clown intervinieron la lucha, a favor de Psycho, pero más tarde lo traicionan.
  - Originalmente, El Patrón Alberto formaría equipo contra Psycho, debido por su incidente se convirtió en una Triple Threat match.
- Daga derrotó a Australian Suicide en una Lucha de Máscara vs. Cabellera
  - Cómo consecuencia Australian Suicide tuvo que dejar su máscara.
  - La identidad de Australian Suicide era esta: el luchador se llama "Broderick Shepherd" y su lugar de origen es Melbourne, Australia.
- Johnny Mundo (con Taya)  derrotó a Garza Jr. reteniendo el Campeonato Latinoamericano de AAA.
  - Durante la lucha, Taya intervino a favor de Mundo.

### 2017
Héroes Inmortales XI tuvo lugar el 1 de octubre de 2017 desde el Domo San Luis en San Luis Potosí, San Luis Potosí.

#### Resultados
- Ashley, Pardux y The Tigger derrotaron a Hahastary, Ángel Mortal Jr. y Chicano.
  - Ashley cubrió a Hahastary después de un «Canadian Destroyer».
- Lanzelot derrotó a Johnny Mundo (c), Máscara de Bronce, Venum, El Hijo del Vikingo, Solaris, Villano III Jr., Angelikal y Tiger Boy en un Elimination Match y ganó el Campeonato Mundial de Peso Crucero de AAA.
  - Lanzelot eliminó finalmente a Villano III Jr.
- El Nuevo Poder del Norte (Soul Rocker, Carta Brava Jr. & Mocho Cota Jr.) derrotaron a Aero Star, Drago & Raptor en un Best of Five Series y ganaron los vacantes Campeonatos Mundial de Tríos de AAA.
  - Durante la lucha, Los OGT's vinieron a atacar a Drago, Aero Star y Raptor.
  - Como consecuencia, Poder del Norte consiguieron ganar su tercera victoria en la quinta y última lucha de cinco [3 - 2]
- Lady Shani derrotó a Ayako Hamada y ganó el vacante Campeonato Reina de Reinas de AAA.
  - Este combate será la final de un torneo para coronar una nueva campeona después de que Sexy Star dejara el título vacante.
- El Hijo del Fantasma ganó un 14-Man Battle Royal Match y ganó el Campeonato Latinoamericano de AAA y la Copa Antonio Peña 2017.
  - Fantasma eliminó finalmente a Johnny Mundo para ganar la lucha.
  - Estrella Divina eliminó a Pimpinela Escarlata.
  - Estrella Divina eliminó a Dave The Clown.
  - Murder Clown eliminó a Monster Clown.
  - Cuervo y Escoria eliminan a La Parka y Murder Clown.
  - Rey Escorpión eliminó a Psycho Clown.
  - Mamba eliminó a Estrella Divina
  - Psycho (quien ya fue eliminado) eliminó a Rey Escorpión.
  - El Hijo del Fantasma eliminó a Mamba.
  - Psicosis e Histeria eliminan a Escoria.
  - Cuervo eliminó a Psicosis e Histeria.
  - Johnny Mundo eliminó a Cuervo.
  - Marty Martínez elimina a Hernández.
  - Mundo y Fantasma eliminan a Marty Martínez.
  - Después de la lucha, El Texano Jr. ataca al Hijo del Fantasma.
  - Originalmente El Texano Jr. formaba parte de la batalla real, debido a esto, el gerente general de AAA Vampiro tuvo que ser suspendido indefinidamente.
  - El ganador obtendría la Copa y el campeonato.
- Aero Star, Drago & Raptor derrotaron a Argenis, Lanzelot y Ricky Marvin, El Nuevo Poder del Norte (Soul Rocker, Carta Brava Jr. & Mocho Cota Jr.) & Los OGT's (Averno, Chessman & Super Fly) en una lucha de Domo de la Muerte de Apuestas. 
  - Esto fue el orden de salida de cada luchador:

| Orden de salida | Luchador        | Equipo          | Tiempo |
| --------------- | --------------- | --------------- | ------ |
| 1               | Averno          | OGT's           |        |
| 2               | Chessman        | OGT's           |        |
| 3               | Super Fly       | OGT's           |        |
| 4               | Argenis         | Team Marvin     |        |
| 5               | Lanzelot        | Team Marvin     |        |
| 6               | Ricky Marvin    | Team Marvin     |        |
| 7               | Mocho Cota Jr.  | Poder del Norte |        |
| 8               | Aero Star       | Team Drago      |        |
| 9               | Carta Brava Jr. | Poder del Norte |        |
| 10              | Raptor          | Team Drago      |        |
| 11              | Drago           | Team Drago      |        |
| Perdedor        | Soul Rocker     | Poder del Norte |        |

- - Tras el complemento de la lucha, Drago es ayudado por Raptor y Aero Star para salir del domo
  - Como consecuencia, Rocker pierde su cabellera.
  - Originalmente el combate era entre Los OGT's y el equipo de Argenis, debido la interferencia por los Campeonatos Mundial de Tríos de AAA, se agregaron a Aero Star, Drago y Raptor y El Nuevo Poder del Norte.
  - Quién quedara en último lugar en la jaula, sería desenmascarado o rapado.
- Rey Wagner (con El Hijo de Dr. Wagner Jr.) derrotó a Megacampeón de AAA Johnny Mundo por descalificacion
  - Mundo fue descalificado después de que Wagner golpeara con una silla.
  - Como resultado, Mundo retuvo el Megacampeonato.
- Pagano derrotó a El Mesias y Joe Líder en un Death Match. 
  - Pagano cubrió a Líder después de un «Noa Noa Driver».

### 2018
Héroes Inmortales XII tuvo lugar el 28 de octubre de 2018 desde el Gimnasio Miguel Hidalgo en Puebla, Puebla.

#### Resultados
- Faby Apache derrotó a Keira, Star Fire y Scarlett Bordeaux en un Fatal 4-Way Match y retuvo el Campeonato Reina de Reinas de AAA (7:14).[9]
  - Apache cubrió a Fire después de un «German Suplex».
  - Después de la lucha, Lady Shani retó a Apache a una lucha por el Reina de Reinas.
- El Nuevo Poder del Norte (Mocho Cota Jr., Carta Brava Jr. & Tito Santana) derrotaron a Mamba, Máximo y Pimpinela Escarlata y Real Fuerza Aérea (Aero Star & (Angelical) y Drago (8:46).[9]
  - Cota cubrió a Star después de un «Spanish Fly».
  - El Campeonato Mundial de Tríos de AAA del Nuevo Poder del Norte no estuvo en juego.
  - Originalmente Juventud Guerrera y Puma King iban a participar de la lucha, pero fue reemplazado por El Nuevo Poder del Norte debido su ausencia.
  - Originalmente laredo kid iba a ser tercia con Drago y Aerostar pero fue remplazado por Angelical.￼
- Los Mercenarios (El Texano Jr. & Rey Escorpión) (c) derrotaron a Mexablood (Bandido & Flamita) y laredo kid & DJ Z en un Triple Threat Match y retuvieron el Campeonato Mundial en Parejas de AAA (11:04).[9]
  - Escorpión cubrió a DJ Z después de un «Muscle Buster».
  - Originalmente a Adrew Everett haría equipo con DJZ pero se lesionó , así que fue remplazado por laredo kid.
- Pagano ganó la Copa Antonio Peña (19:30).[9]
  - Pagano eliminó finalmente a El Hijo del Fantasma, ganando la lucha.
  - En la lucha también participaron Chessman, El Hijo del Vikingo, Super Fly, La Parka Negra, Averno, Niño Hamburguesa, Espectro y Kahos.
  - Después de la lucha, Los Macizos (Miedo Extremo & Cíclope) atacaron a Pagano.
  - Originalmente Dragon Bane, El Hijo de L.A. Park, La Parka, La Máscara y Australian Suicide formaban parte del torneo, pero no se presentaron por razones desconocidas.
- Psycho Clown y Murder Clown derrotaron a Killer Kross y Monster Clown en una lucha de Domo de la Muerte (11:47).[9]
  - Psycho y Murder ganaron la lucha después de salir por encima de la jaula.
  - Después de la lucha, Aero Star atacó a Monster Clown, despojándole su máscara.
  - Originalmente L.A. Park formaría parte del combate, pero no se presentó.
- Rey Wagner (con Blue Demon Jr.) derrotó a Jeff Jarrett (con Karen Jarrett y Rey Escorpión) en una Lucha de Cabellera vs. Cabellera (13:37).[9]
  - Wagner cubrió a Jarrett después de golpearle con una guitarra.
  - Durante la lucha, Karen y Escorpión intervinieron a favor de Jarrett.
  - Durante la lucha, Demon traicionó a Wagner y llega Psycho para hacer su salve.
  - Como consecuencia, Jarrett fue rapado.

### 2019
Héroes Inmortales XIII tuvo lugar el 19 de octubre de 2019 desde el Coliseo "La Concordia" en Orizaba, Veracruz.

#### Resultados
- Argenis, Lady Shani, Octagoncito y Pimpinela Escarlata derrotaron a Australian Suicide, Demus, Mamba y Vanilla (con Michael Nakazawa).
  - Shani cubrió a Vanilla con un "Bridging Suplex".
  - Durante la lucha, Nakazawa interfirió a favor de Mamba.
- Lady Maravilla & Villano III Jr. derrotaron a Keyra & Látigo y Big Mami & Niño Hamburguesa y retuvieron el Campeonato Mundial en Parejas Mixto de AAA.
  - Maravilla cubrió a Mami después de golpearla en la cara con una silla.
  - Después de la lucha, Mami abofeteo a Hamburguesa.
  - Originalmente, Chik Tormenta formaba equipo con Látigo, pero fue reemplazada por Keyra debido su embarazo.
- Daga derrotó a Drago y ganó el Campeonato Latinoamericano de AAA.
  - Daga cubrió a Drago con un "Flapjack Low Bow".
- Dinastía, Octagón Jr. y Puma King derrotaron a Abismo Negro Jr., Arez y Super Fly.
  - Octagon cubrió a Negro con un "450 Splash".
- El Hijo del Vikingo ganó la Copa Antonio Peña (19:30).[9]
  - Vikingo eliminó finalmente a Taurus, ganando la lucha.
  - Después de la lucha, Taurus y Vikingo se dieron la mano en señal de respeto.
  - En la lucha también participaron Aero Star, Murder Clown, Iron Kid, Dave the Clown, Monster Clown, Faby Apache, La Hiedra, La Parka Negra y Trittón.
  - Originalmente Laredo Kid y Myzteziz Jr. formaban parte de la lucha, pero no se presentaron debido a la participación de Exatlón y Dragon Bane tampoco se presentó debido una lesión.
- Kenny Omega derrotó a Fénix (con Lady Shani) y ganó el Megacampeonato de AAA.
  - Omega cubrió a Fénix después de un "V-Trigger" y un "One Winged Angel".
  - Después de la lucha, Fénix le dio la mano a Omega en señal de respeto pero éste se la negó.
- Pentagón Jr. derrotó a Rey Escorpión en un Steel Cage Match.
  - Pentagón ganó la lucha, tras salir de la jaula.
  - En la lucha también participaron Psycho Clown, Averno, Rey Wagner y El Texano Jr.
  - Después de la lucha, Los Mercenarios (La Hiedra & Taurus) salieron atacar a Pentagón, pero Fenix y Psycho salieron a detenerlos.

### 2021
Héroes Inmortales XIV tuvo lugar el 9 de octubre de 2021 desde el Coliseo "La Concordia" en Orizaba, Veracruz.

#### Resultados
- Pimpinela Escarlata ganó la Copa Antonio Peña.
  - Escarlata eliminó finalmente a Mamba, ganando la lucha.
  - En la lucha también participaron Aero Star, Dave the Clown, Keyra, Villano III Jr., Arez y Argenis.
- Nueva Generación Dinamita (El Cuatrero, Forastero & Sansón) derrotaron a El Nuevo Poder del Norte (Carta Brava Jr., Mocho Cota Jr. & Tito Santana) (con Goya Kong).
  - Forastero cubrió a Brava Jr. después de una «Catapulta Dinamita».
  - Durante la lucha, Kong interfirió a favor del Nuevo Poder del Norte.
- Lucha Brothers (Fénix & Pentagón Jr.) derrotaron a Los Jinetes del Aire (El Hijo del Vikingo & Laredo Kid) y retuvieron el Campeonato Mundial en Parejas de AAA.
  - Penta cubrió a Vikingo después de un «Package Piledriver».
  - Después de la lucha, Dragon Lee y Dralístico retaron a los Lucha Brothers por el Campeonato Mundial en Parejas de AAA.
  - El Campeonato Mundial en Parejas de AEW de Lucha Bros no estuvieron en juego.
  - Esta lucha fue calificada con 5 estrellas por el periodista Dave Meltzer, siendo el primer combate en la AAA en obtener esa calificación desde 1994.
- La Empresa (DMT Azul, Puma King & Sam Adonis) (con Estrellita) derrotaron a Los Psycho Circus (Murder Clown & Psycho Clown) y Dave the Clown en un Steel Cage Match.
  - Azul y King ganó al escapar de la jaula.
  - Durante la lucha, Estrellita interfirió a favor de La Empresa.
  - Originalmente Monster Clown haría equipo con Los Psycho Circus, pero fue reemplazado por Dave debido a que fue atacado en los bastidores.

### 2023
Héroes Inmortales 2023 tuvo lugar el 1 de octubre de 2023 desde el Auditorio Benito Juárez en Zapopan, Jalisco. El evento fue transmitido en exclusiva a través de Space y HBO Max. 
- Mr. Iguana, Niño Hamburguesa y Mini Vikingo vs. Dinámico, Skalibur y Kamick
- Elimination Match por la final de Copa Antonio Peña: Dulce Kanela vs. Lady Maravilla vs. Sexy Star II vs. Lady Shani vs. Centella vs. Estrellita vs. Chik Tormenta vs. luchadoras por confirmar.
  - Si las dos últimas oponentes que queden, se enfrentaran en la final.
- Campeonato Mundial en Parejas Mixto de AAA: Abismo Negro Jr. & Flammer (c) vs. Dalys & Negro Casas.
- Oportunidad por el Campeonato Mundial en Parejas de AAA: Nueva Generación Dinamita (Forastero & Sansón) vs. Los Psycho Circus (Dave the Clown & Murder Clown) vs. Chessman & La Parka Negra.
- El Hijo del Vikingo y Myzteziz Jr. vs. La Facción Ingobernable (Dralístico & La Bestia del Ring).
- Final de Copa Antonio Peña: oponente 1 vs. oponente 2.
- Octagón Jr. y Pentagón Jr. vs. QT Marshall y Sam Adonis.

### 2024
Héroes Inmortales 2024 tuvo lugar el 6 de octubre de 2024 desde el Auditorio Benito Juárez en Zapopan, Jalisco. El evento fue transmitido en exclusiva a través de Space y Max.

#### Resultados
- Chik Tormenta ganó la Copa Antonio Peña.
  - Tormenta eliminó finalmente a Mini Vikingo, ganando la lucha.
  - En la lucha también participaron Belcegor, Brazo de Oro Jr., Dalys, Lady Maravilla, Mini Vikingo, Panic Clown y Pierroth Jr.
- Decay (Crazzy Steve & Havok) derrotaron a Abismo Negro Jr. & Lady Flammer y ganaron el Campeonato Mundial en Parejas Mixto de AAA.
  - Durante la lucha, El Fiscal interfirió en contra de Abismo.
- Tokyo Bad Boys (Nobu San, SB Kento & Takuma) derrotaron a Dinámico, Epydemius Jr. y Niño Hamburguesa.
  - Originalmente Myzteziz Jr. formaba parte de la lucha, pero fue reemplazado por Epydemius Jr. por razones desconocidas.
- Matt Riddle derrotó a El Fiscal y retuvo el Campeonato Mundial de Peso Crucero de AAA.
  - Riddle cubrió a Fiscal después de un «Bro Derek».
  - Después de la lucha, Abismo Negro Jr. ataco a El Fiscal.
- Mecha Wolf, Negro Casas y Vampiro derrotaron a Nueva Generación Dinamita (Forastero & Sansón) y El Mesías.
  - Wolf cubrió a Sansón después de golpearle con una guitarra.
  - Durante la lucha, Rayo de Jalisco Jr. interfirió a favor de los faces.
- Alberto El Patrón (con Konnan) derrotó a Laredo Kid (con Latin Lover) y retuvo el Megacampeonato de AAA.
  - Alberto cubrió a Kid después de un «Low Blow».
  - Durante la lucha, Konnan interfirió a favor de Alberto, mientras que Lover interfirió a favor de Kid.